# الیور و دوستان
الیور و دوستان (به انگلیسی: Oliver & Company) یک پویانمایی آمریکایی است که در سال ۱۹۸۸ به تهیه‌کنندگی شرکت والت دیزنی تولید شد.